# Piero Lulli
Piero Lulli (Firenze, 1º febbraio 1923 – Roma, 23 giugno 1991) è stato un attore italiano.

## Biografia
Durante la sua trentennale carriera cinematografica, tra il 1942 e il 1977, prese parte a più di cento film. Tra le sue interpretazioni più importanti va ricordata quella dell'allibratore ne Il mio nome è Nessuno (1973) di Tonino Valerii e la sua partecipazione al film I compagni (1963) di Mario Monicelli.
Nel 1967 prese parte al film Gente d'onore, unica pellicola diretta dal fratello Folco, anch'egli attore.
Morì nel 1991, a 68 anni, dopo una lunga malattia. Riposa presso il Cimitero Flaminio.

## Filmografia

Piero Lulli con Maria Piazzai in Cuore forestiero (1952)

### Cinema
- Un pilota ritorna, regia di Roberto Rossellini (1942)
- Una storia d'amore, regia di Mario Camerini (1942)
- I cavalieri del deserto, regia di Gino Talamo e Osvaldo Valenti (1942)
- Uno tra la folla, regia di Ennio Cerlesi (1946)
- Caccia tragica, regia di Giuseppe De Santis (1947)
- Come persi la guerra, regia di Carlo Borghesio (1947)
- L'eroe della strada, regia di Carlo Borghesio (1948)
- Vertigine d'amore, regia di Luigi Capuano (1949)
- La cintura di castità, regia di Camillo Mastrocinque (1949)
- Il sentiero dell'odio, regia di Sergio Grieco (1950)
- Sangue sul sagrato, regia di Goffredo Alessandrini (1951)
- Canzone di primavera, regia di Mario Costa (1951)
- Anna, regia di Alberto Lattuada (1951)
- Operazione Mitra, regia di Giorgio Cristallini (1951)
- Il lupo della frontiera, regia di Edoardo Anton (1951)
- Cuore forestiero, regia di Armando Fizzarotti (1952)
- Infame accusa, regia di Giuseppe Vari (1953)
- Riscatto, regia di Marino Girolami (1953)
- Viva la rivista!, regia di Enzo Trapani (1953)
- Condannata senza colpa, regia di Luigi Latini De Marchi (1953)
- La prigioniera di Amalfi, regia di Giorgio Cristallini (1954)
- Acque amare, regia di Sergio Corbucci (1954)
- Ulisse, regia di Mario Camerini (1954)
- Ultima illusione, regia di Vittorio Duse (1954)
- La campana di San Giusto, regia di Mario Amendola e Ruggero Maccari (1954)
- Di qua, di là del Piave, regia di Guido Leoni (1954)
- Yalis, la vergine del Roncador, regia di Francesco De Robertis e Leonardo Salmieri (1955)
- Suprema confessione, regia di Sergio Corbucci (1956)
- Pezzo, capopezzo e capitano, regia di Wolfgang Staudte (1958)
- Capitan Fuoco, regia di Carlo Campogalliani (1958)
- I cattivi vanno in paradiso, regia di Dionisio Horne e Lorenza Mazzetti (1959)
- Lupi nell'abisso, regia di Silvio Amadio (1959)
- Il principe fusto, regia di Maurizio Arena (1960)
- La regina dei tartari, regia di Sergio Grieco (1960)
- Vacanze in Argentina, regia di Guido Leoni (1960)
- Spade senza bandiera, regia di Carlo Veo (1961)
- Romolo e Remo, regia di Sergio Corbucci (1961)
- Lo sparviero dei Caraibi, regia di Piero Regnoli (1962)
- Maciste contro lo sceicco, regia di Domenico Paolella (1962)
- Giulio Cesare contro i pirati, regia di Sergio Grieco (1962)
- Lasciapassare per il morto, regia di Mario Gariazzo (1962)
- I normanni, regia di Giuseppe Vari (1962)
- I lancieri neri, regia di Giacomo Gentilomo (1962)
- Il gladiatore di Roma, regia di Mario Costa (1962)
- L'ira di Achille, regia di Marino Girolami (1962)
- Il re Manfredi, regia di Piero Regnoli (1962)
- Il giorno più corto, regia di Sergio Corbucci (1963)
- Il segno di Zorro, regia di Mario Caiano (1963)
- Il segno del Coyote (El vengador de California), regia di Mario Caiano (1963)
- Maciste l'eroe più grande del mondo, regia di Michele Lupo (1963)
- L'eroe di Babilonia, regia di Siro Marcellini (1963)
- I compagni, regia di Mario Monicelli (1963)
- D'Artagnan contro i 3 moschettieri, regia di Fulvio Tului (1963)
- Sansone contro il corsaro nero, regia di Luigi Capuano (1964)
- I disperati della gloria (Parias de la gloire), regia di Henri Decoin (1964)
- La rivolta dei sette, regia di Alberto De Martino (1964)
- Il trionfo di Ercole, regia di Alberto De Martino (1964)
- I due gladiatori, regia di Mario Caiano (1964)
- La rivolta dei pretoriani, regia di Alfonso Brescia (1964)
- I giganti di Roma, regia di Antonio Margheriti (1964)
- Buffalo Bill - L'eroe del Far West, regia di Mario Costa (1964)
- Ercole contro i tiranni di Babilonia, regia di Domenico Paolella (1964)
- Il piombo e la carne, regia di Marino Girolami (1964)
- Golia alla conquista di Bagdad, regia di Domenico Paolella (1965)
- Il conquistatore di Atlantide, regia di Alfonso Brescia (1965)
- Il gladiatore che sfidò l'impero, regia di Domenico Paolella (1965)
- Mani di pistolero (Ocaso de un pistolero), regia di Rafael Romero Marchent (1965)
- Il rinnegato del deserto (Una ráfaga de plomo), regia di Paolo Heusch e Antonio Santillán (1965)
- Ringo del Nebraska, regia di Antonio Román (1966)
- Operazione paura, regia di Mario Bava (1966)
- Per il gusto di uccidere, regia di Tonino Valerii (1966)
- El Rojo, regia di Leopoldo Savona (1966)
- Se sei vivo spara, regia di Giulio Questi (1967)
- Dove si spara di più, regia di Gianni Puccini (1967)
- Kitosch, l'uomo che veniva dal nord (Frontera al sur), regia di José Luis Merino (1967)
- 7 pistole per un massacro, regia di Mario Caiano (1967)
- Cjamango, regia di Edoardo Mulargia (1967)
- El Desperado, regia di Franco Rossetti (1967)
- Gente d'onore, regia di Folco Lulli (1967)
- Per 100.000 dollari t'ammazzo, regia di Giovanni Fago (1968)
- Ringo, il cavaliere solitario (Dos hombres van a morir), regia di Rafael Romero Marchent (1968)
- Calda e... infedele (Un diablo bajo la almohada), regia di José María Forqué (1968)
- Dio li crea... Io li ammazzo!, regia di Paolo Bianchini (1968)
- Tutto sul rosso, regia di Aldo Florio (1968)
- Niente rose per OSS 117, regia di Renzo Cerrato e Jean-Pierre Desagnat (1968)
- Una pistola per cento bare, regia di Umberto Lenzi (1968)
- Joe... cercati un posto per morire!, regia di Giuliano Carnimeo (1968)
- I morti non si contano (¿Quién grita venganza?), regia di Rafael Romero Marchent (1968)
- La vendetta è il mio perdono, regia di Roberto Mauri (1969)
- 7 eroiche carogne (Comando al infierno), regia di José Luis Merino (1969)
- Il pistolero dell'Ave Maria, regia di Ferdinando Baldi (1969)
- Eros e Thanatos, regia di Marino Girolami (1969)
- E continuavano a chiamarlo figlio di... (El Zorro justiciero), regia di Rafael Romero Marchent (1969)
- C'è Sartana... vendi la pistola e comprati la bara!, regia di Giuliano Carnimeo (1970)
- L'oro dei Bravados, regia di Giancarlo Romitelli (1970)
- Commando di spie (Consigna: matar al comandante en jefe), regia di José Luis Merino (1970)
- Una nuvola di polvere... un grido di morte... arriva Sartana, regia di Giuliano Carnimeo (1970)
- Mio caro assassino, regia di Tonino Valerii (1972)
- El más fabuloso golpe del Far-West, regia di José Antonio de la Loma (1972)
- Come fu che Masuccio Salernitano, fuggendo con le brache in mano, riuscì a conservarlo sano, regia di Silvio Amadio (1972)
- Il mio nome è Nessuno, regia di Tonino Valerii (1973)
- Il mio nome è Shangai Joe, regia di Mario Caiano (1973)
- Il figlio della sepolta viva, regia di Luciano Ercoli (1974)
- Lucrezia giovane, regia di Luciano Ercoli (1974)
- Carambola, filotto... tutti in buca, regia di Ferdinando Baldi (1975)
- Prima ti suono e poi ti sparo (Der Kleine Schwarze mit dem roten Hut), regia di Franz Antel (1975)
- La svastica nel ventre, regia di Mario Caiano (1977)

## Doppiatori italiani
- Pino Locchi in Ulisse, Il gladiatore di Roma, Buffalo Bill - L'eroe del Far West, Per il gusto di uccidere, Il mio nome è Shangai Joe
- Emilio Cigoli in Lupi nell'abisso, L'eroe di Babilonia, Sansone contro il corsaro nero, La vendetta è il mio perdono
- Sergio Tedesco in I normanni, Niente rose per OSS 117, 7 eroiche carogne, Una nuvola di polvere... un grido di morte... arriva Sartana
- Antonio Guidi in Ringo del Nebraska, Operazione paura, Il mio nome è Nessuno, Carambola, filotto... tutti in buca
- Gualtiero De Angelis in Il lupo della frontiera, Romolo e Remo, Maciste l'eroe più grande del mondo
- Sergio Graziani in Golia alla conquista di Bagdad, El Rojo, Se sei vivo spara
- Giuseppe Rinaldi in Anna, Ringo il cavaliere solitario
- Nando Gazzolo in I due gladiatori, La rivolta dei pretoriani
- Roberto Bertea in Mani di pistolero, I morti non si contano
- Bruno Persa in Cjamango, Per 100.000 dollari t'ammazzo
- Carlo D'Angelo in El Desperado, Dio li crea... io li ammazzo!
- Renato Turi in Tutto sul rosso, Il pistolero dell'Ave Maria
- Giulio Panicali in Giulio Cesare contro i pirati
- Glauco Onorato in Il segno del Coyote
- Sergio Rossi in D'Artagnan contro i 3 moschettieri
- Giorgio Piazza in Il trionfo di Ercole
- Giampiero Albertini in 7 pistole per un massacro
- Pino Colizzi in Gente d'onore
- Corrado Gaipa in Una pistola per cento bare
- Carlo Alighiero in C'è Sartana... vendi la pistola e comprati la bara
- Dario Penne in L'oro dei Bravados
- Renato Mori in Prima ti suono e poi ti sparo